# Venedico Caccianemico
Venedico "Caccianemico" dell'Orso (Bolonia, 1228 – 1302) fue un político italiano, boloñés de nacimiento. Entre los mayores exponentes de la facción güelfa negra de su ciudad natal estuvo a cargo del grupo de los Geremei. Con su padre Alberto dell'Orso fue muy activo en la política interna ciudadana y en el 1272 logró derrotar a la facción de los gibelinos, liderados por la familia Lambertazzi haciendo exiliar a sus líderes. Cubrió numerosos cargos políticos y sufrió a su vez dos veces el exilio (1287 y 1289). Fue siempre favorable a la Casa de Este, marqueses de Ferrara, Ancona, Módena y Reggio Emilia, con dividiendo sus objetivos sobre Bolonia esperando de poder obtener favores políticos. En el 1294 hizo casar a su hijo Lambertino con la hija del Marqués Azzo VIII de Este, Constanza. Después de haber cubierto el cargo de Podestà en varias ciudades, en el 1301, ya anciano, fue exiliado de nuevo y murió quizás en el 1302 o en el 1303.
Es citado por Dante Alighieri en el Infierno (XVIII, vv. 48-66) entre los proxenetas, obligado a girar en eterno en una fosa entre los fraudulentos bajo los dolorosos azotes de los demonios cornudos.

pues le dije: Oh tú que abajo vuelves el ojo,

si las facciones que portas no son falsas,

Venedico eres tú, Caccianemico,

mas ¿qué te trajo a tan picantes salsas?

Dante alude a unas habladurías que debían en la época muy conocidas si bien no se encuentren pistas en fuentes de archivo anteriores a Dante (quizás por la importancia de Venedico).
Con una cierta infamia hacia su personaje (que en el poema intenta esconder la cara para no ser reconocido), Dante narrará de la "comercialización" de su hermana Ghisola llevada a complacer amorosamente al marqués. El referido marqués es seguramente el de Ferrara, Ancona, Módena y Reggio Emilia del cual Venedico buscaba de cualquier modo obtener favores, pero no está claro si se tratase de Obizzo II de Este o de su hijo Azzo VIII. Dante, que imagina de cumplir su viaje en el Ultratumba en la primavera del 1300, no estaba al tanto que en ese entonces Venedico estaba todavía vivo y habría muerto solo algunos años después. Dante le hace también pronunciar una cruda invectiva contra los boloñeses del "avaro seno", según la cual ellos serían más numerosos en la fosa de los rufianes que en el mundo de los vivos.
La acusación de Dante es particularmente valiente si se piensa que cuando escribía la Divina Comedia estaba exiliado y que enemistarse con una ciudad que la habría podido hospedar como Bolonia no era ciertamente un elección fácil.